# Comuna Subcetate, Harghita
Subcetate (în maghiară: Gyergyóvárhegy) este o comună în județul Harghita, Transilvania, România, formată din satele Călnaci, Duda, Filpea și Subcetate (reședința).

## Demografie
Componența etnică a comunei Subcetate
     Români (91,33%)
     Maghiari (2,97%)
     Romi (1,54%)
     Alte etnii (0,12%)
     Necunoscută (4,04%)
Componența confesională a comunei Subcetate
     Ortodocși (89,49%)
     Romano-catolici (4,28%)
     Greco-catolici (1,01%)
     Alte religii (0,95%)
     Necunoscută (4,28%)
Conform recensământului efectuat în 2021, populația comunei Subcetate se ridică la 1.684 de locuitori, în scădere față de recensământul anterior din 2011, când fuseseră înregistrați 1.832 de locuitori. Majoritatea locuitorilor sunt români (91,33%), cu minorități de maghiari (2,97%) și romi (1,54%), iar pentru 4,04% nu se cunoaște apartenența etnică. Din punct de vedere confesional, majoritatea locuitorilor sunt ortodocși (89,49%), cu minorități de romano-catolici (4,28%) și greco-catolici (1,01%), iar pentru 4,28% nu se cunoaște apartenența confesională.

## Politică și administrație
Comuna Subcetate este administrată de un primar și un consiliu local compus din 11 consilieri. Primarul, Vasile Rusu[*], de la Partidul Social Democrat, este în funcție din octombrie 2020. Începând cu alegerile locale din 2024, consiliul local are următoarea componență pe partide politice:
|  | Partid                     | Consilieri | Componența Consiliului | Componența Consiliului | Componența Consiliului | Componența Consiliului |
|  | -------------------------- | ---------- | ---------------------- | ---------------------- | ---------------------- | ---------------------- |
|  | Partidul Social Democrat   | 4          |                        |                        |                        |                        |
|  | Partidul Național Liberal  | 2          |                        |                        |                        |                        |
|  | Partidul Mișcarea Populară | 1          |                        |                        |                        |                        |
|  | Popa Petru-Cristian        | 1          |                        |                        |                        |                        |
|  | Partidul S.O.S. România    | 1          |                        |                        |                        |                        |
|  | Uniunea Salvați România    | 1          |                        |                        |                        |                        |
|  | Cotfas Vasile-Dorin-Iuliu  | 1          |                        |                        |                        |                        |